# Abdel Aziz al-Rantissi
Abdel Aziz al-Rantissi (Yubna, Palestina, 23. listopada 1947. – Gaza, 17. travnja 2004.) suosnivač i vođa radikalnog palestinskog pokreta i militantne organizacije Hamas. Tu dužnost je obnašao nekoliko mjeseci naslijedivši Ahmeda Jasina koji je ubijen iste godine u izraelskom napadu. 
Po zanimanju je bio liječnik. Do svoje smrti bio je vjenčan s Jamilom ash-Shanti, koja je 2006. izabrana u palestinski parlament. 
Već 2003. na Rantissia je izvršen pokušaj ubojstva kada je iz izraelskog helikoptera pucano na njegov automobil. Rantissi je zadobio manje rane u atentatu u kojem su poginule dvije osobe, a oko 30 je povrjeđeno.
U siječnju 2004. predložio je 10-o godišnje primirije s Izraelom u zamjenu priznanja palestinske države. Tri mjeseca kasnije ubijen je zajedno sa svojim 27-godišnjim sinom i tjelohraniteljem kada je na njegov auto ispaljeno 7 izraelskih misila. 